# Cañas, La Rioja
Cañas, La Rioja tỉnh và cộng đồng tự trị La Rioja, phía bắc Tây Ban Nha. Đô thị này có diện tích là 9,72 ki-lô-mét vuông, dân số năm 2009 là 93 người với mật độ 9,57 người/km². Đô thị này có cự ly 40 km so với Logroño.